# Stratiomys chamaeleon
Espèce
Stratiomys chamaeleon (le stratiome caméléon) est une espèce d'insectes diptères brachycères de la famille des Stratiomyidae.

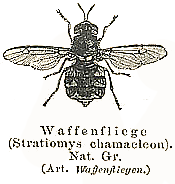
Stratiomys chamaeleon

## Description
Corps plat, long de 14 à 16 mm, antennes longues, nettement coudées, scutellum jaune avec deux pointes et une petite tache triangulaire noire à la base.

## Étymologie
Le nom statiomys est formé à partir des mots grecs στρατιώτης (stratiốtês, soldat) et μυία (muía, mouche), en raison de l'aiguillon dont est doté cet insecte.

## Distribution
Eurasiatique, en Europe : depuis l'Espagne à la Suède, à la Russie, à la Grèce ; en Asie : Moyen-Orient.

## Biologie
Les adultes visibles de mai à septembre vivent dans des lieux humides (marécages,..) butinent les fleurs souvent d'apiacées (dont la grande berce). Les larves sont aquatiques et prédatrices. 